# Francesco Benci
Francesco Benci, al secolo Plauto Benci (Acquapendente, 21 ottobre 1542 – Roma, 6 maggio 1594), è stato un gesuita, umanista e scrittore italiano.

## Biografia
Francesco Benci entrò nella Compagnia di Gesù a Roma il 18 maggio 1570. Allievo di Marc-Antoine Muret, insegnò Lettere a Siena e Perugia, e Retorica presso il Collegio Romano (1583-1584; 1585-1590). Scrisse un poema epico, Quinque martyres e Societate Iesu in India (in onore di Rodolfo Acquaviva e compagni, morti in India nel 1583; 1591), orazioni e liriche in latino; da ricordare i due drammi Ergastus e Philotimus, rappresentati al Collegio Romano. compilò le Annuae litterae della Compagnia di Gesù per gli anni 1586-91. Morì a Roma il 6 maggio 1594.